# Canton de Naucelle
Le canton de Naucelle est une ancienne division administrative française située dans le département de l'Aveyron.

## Géographie
Ce canton était organisé autour de Naucelle dans l'arrondissement de Rodez. Son altitude variait de 290 m (Cabanès) à 724 m (Quins) pour une altitude moyenne de 498 m.

## Représentation

### Conseillers généraux de 1833 à 2015
| Période | Période           | Identité                                                                   | Étiquette              | Qualité                                                                                           |
| ------- | ----------------- | -------------------------------------------------------------------------- | ---------------------- | ------------------------------------------------------------------------------------------------- |
| 1833    | 1848              | François Charles Vernhes                                                   | Majorité ministérielle | Intendant militaire en retraite Député (1815, 1831-1846) Propriétaire à Rodez                     |
| 1848    | 1852 (décès)      | Joseph Casimir Raymond Comte de Toulouse-Lautrec Vicomte de Montfa du Bosc |                        | Lieutenant de louveterie Propriétaire à Naucelle Décédé en fonction                               |
| 1852    | 1860 (décès)      | François Athanase Alary                                                    |                        | Juge de paix, propriétaire, adjoint au Maire de Naucelle, ancien conseiller d'arrondissement      |
| 1860    | 1867              | Casimir Vernhes                                                            |                        | Propriétaire à Prohencoux                                                                         |
| 1867    | 1883              | Philippe Urbain Alary                                                      | Droite                 | Propriétaire aux Peyronies Maire de Naucelle (1870-1881, 1884-1888)                               |
| 1883    | 1884 (annulation) | Jean-Baptiste Lacombe                                                      | Républicain            | Notaire à Naucelle                                                                                |
| 1884    | 1889              | Philippe Urbain Alary                                                      | Droite                 | Maire de Naucelle (1870-1881, 1884-1888)                                                          |
| 1889    | 1935 (décès)      | Paulin Cannac                                                              | Rad. puis Rad.ind.     | Médecin - Sénateur (1912-1921) Maire de Quins (1887-1935)                                         |
| 1935    | 1937              | Jean Lacombe                                                               | Rad.                   | Maire de Naucelle (1935-1941)                                                                     |
| 1937    | 1940              | Philippe Crozes (1899-1971)                                                | URD                    | Négociant - Maire de Naucelle (1935, 1941-1944, 1945-1965) Nommé conseiller départemental en 1943 |
|         |                   |                                                                            |                        |                                                                                                   |
| 1945    | 1949              | Jean Lacombe                                                               | UDSR                   | Ancien Maire de Naucelle                                                                          |
| 1949    | 1967              | Philippe Crozes                                                            | DVD                    | Maire de Naucelle (1945-1965)                                                                     |
| 1967    | 1973              | Paul Cousty (1921-2009)                                                    | DVD                    | Maire de Naucelle (1971-1983)                                                                     |
| 1973    | 1992              | Pierre Lacombe                                                             | Centriste puis PS      | Receveur-percepteur à Carmaux Maire de Camjac (1971-2001)                                         |
| 1992    | 2004              | Joël Fouillade                                                             | UDF puis UMP           | Eleveur Maire-adjoint de Naucelle                                                                 |
| 2004    | 2015              | Jean-Pierre Mazars                                                         | PRG                    | Cadre Maire de Quins depuis 1995                                                                  |

### Résultats électoraux détaillés
- Élections cantonales de 2004 : Jean-Pierre Mazars (PRG) est élu au premier tour avec 50,35 % des suffrages exprimés, devant Joël Fouillade (UMP) (49,65 %). Le taux de participation est de 83,07 % (3 548 votants sur 4 271 inscrits)[6].
- Élections cantonales de 2011 : Jean-Pierre Mazars (PRG) est élu au premier tour avec 62,09 % des suffrages exprimés, devant Bernard Mazars (Divers droite) (37,91 %). Le taux de participation est de 73,52 % (2 041 votants sur 2 776 inscrits)[7].

### Conseillers d'arrondissement (de 1833 à 1940)
| Période                                  | Période | Identité                                     | Étiquette | Qualité |
| ---------------------------------------- | ------- | -------------------------------------------- | --------- | --- |
| 1833                                     | 1839    | François Athanase Alary (1787-1860)          |           | Juge de paix, propriétaire à Naucelle                                                                       |
| 1839                                     | 1842    | Amédée Marie Charles, Comte d'Imbert du Bosc |           | Propriétaire à Camjac                                                                                       |
| 1842                                     | 1852    | François Athanase Alary                      |           | Juge de paix, propriétaire à Naucelle                                                                       |
| 1852                                     | 1858    | Jean Antoine Douziech                        |           | Maire de Quins (1835-1856)                                                                                  |
| 1858                                     | 1867    | Baptiste Amans                               |           | Maire de Naucelle (1843-1867)                                                                               |
| 1867                                     | 1874    | M. Naves                                     |           | Propriétaire à Lamothe, Quins                                                                               |
| 1874                                     | 1880    | François-Joseph Calmès                       |           | Propriétaire à La Fabrie, Saint-Just-sur-Viaur                                                              |
| 1880                                     | 1886    | Hippolyte Maffre                             |           | Propriétaire, maire de Saint-Just-sur-Viaur                                                                 |
| 1886                                     | 1904    | Henri Lacombe                                |           | Propriétaire à Naucelle                                                                                     |
| 1904                                     | 1919    | Jules Lacombe                                |           | Notaire, propriétaire à Frons, Camjac                                                                       |
| 1919                                     | 1928    | M. Naves                                     | Rad.      | Propriétaire à Salan, Quins                                                                                 |
| 1928                                     | 1940    | Justin Besset                                | URD       | Maire de Camjac                                                                                             |
| 1940                                     |         |                                              |           | Les conseils d'arrondissement ont été suspendus par la loi du 12 octobre 1940 et n'ont jamais été réactivés |
| Les données manquantes sont à compléter. |         |                                              |           | |

## Composition
Le canton de Naucelle, d'une superficie de 193 km2, était composé de huit communes
.
| Nom                  | Code Insee | Intercommunalité | Superficie (km2) | Population (dernière pop. légale) | Densité (hab./km2) |
| -------------------- | ---------- | ---------------- | ---------------- | --------------------------------- | ------------------ |
| Cabanès              | 12041      | CC Pays Ségali   | 15,78            | 237 (2014)                        | 15                 |
| Camjac               | 12046      | CC Pays Ségali   | 23,03            | 576 (2014)                        | 25                 |
| Centrès              | 12065      | CC Pays Ségali   | 36,71            | 499 (2014)                        | 14                 |
| Meljac               | 12144      | CC Pays Ségali   | 9,54             | 141 (2014)                        | 15                 |
| Naucelle             | 12169      | CC Pays Ségali   | 23,23            | 1 980 (2014)                      | 85                 |
| Quins                | 12194      | CC Pays Ségali   | 38,46            | 826 (2014)                        | 21                 |
| Saint-Just-sur-Viaur | 12235      | CC Pays Ségali   | 25,10            | 213 (2014)                        | 8,5                |
| Tauriac-de-Naucelle  | 12276      | CC Pays Ségali   | 21,59            | 364 (2014)                        | 17                 |

## Démographie

### Évolution démographique
| 1962  | 1968  | 1975  | 1982  | 1990  | 1999  | 2006  | 2011  | 2012  |
| ----- | ----- | ----- | ----- | ----- | ----- | ----- | ----- | ----- |
| 6 708 | 6 394 | 6 057 | 5 502 | 5 027 | 4 544 | 4 758 | 4 871 | 4 835 |

### Âge de la population
La pyramide des âges, à savoir la répartition par sexe et âge de la population, du canton de Naucelle en 2009 ainsi que, comparativement, celle du département de l'Aveyron la même année sont représentées avec les graphiques ci-dessous.
La population du canton comporte 50,6 % d'hommes et 49,4 % de femmes. Elle présente en 2009 une structure par grands groupes d'âge plus âgée que celle de la France métropolitaine. 
Il existe en effet 54 jeunes de moins de 20 ans pour cent personnes de plus de 60 ans, alors que pour la France l'indice de jeunesse, qui est égal à la division de la part des moins de 20 ans par la part des plus de 60 ans, est de 1,06. L'indice de jeunesse du canton est également inférieur à celui  du département (0,67) et à celui de la région (0,89).
| Hommes | Classe d’âge | Femmes |
| ------ | ------------ | ------ |
| 0,7    | 90 ans ou +  | 2,0    |
| 13,6   | 75 à 89 ans  | 16,8   |
| 18,6   | 60 à 74 ans  | 20,3   |
| 22,0   | 45 à 59 ans  | 19,1   |
| 17,4   | 30 à 44 ans  | 17,3   |
| 11,3   | 15 à 29 ans  | 10,1   |
| 16,5   | 0 à 14 ans   | 14,4   |

| Hommes | Classe d’âge | Femmes |
| ------ | ------------ | ------ |
| 0,6    | 90 ans ou +  | 1,7    |
| 10,2   | 75 à 89 ans  | 14,2   |
| 16,9   | 60 à 74 ans  | 17,5   |
| 21,6   | 45 à 59 ans  | 20,3   |
| 18,9   | 30 à 44 ans  | 17,8   |
| 15,1   | 15 à 29 ans  | 13,4   |
| 16,7   | 0 à 14 ans   | 15,1   |